# Comté de Cleburne (Arkansas)
Pour les articles homonymes, voir Comté de Cleburne.
Le comté de Cleburne est un comté de l'État de l'Arkansas aux États-Unis. Son chef-lieu est Heber Springs. C'est un dry county.

## Démographie
Au recensement de 2010, il comptait 25 970 habitants. 
| 1890  | 1900  | 1910   | 1920   | 1930   | 1940   | 1950   | 1960  |
| ----- | ----- | ------ | ------ | ------ | ------ | ------ | ----- |
| 7 884 | 9 628 | 11 903 | 12 696 | 11 373 | 13 134 | 11 487 | 9 059 |

| 1970   | 1980   | 1990   | 2000   | 2010   | - | - | - |
| ------ | ------ | ------ | ------ | ------ | - | - | - |
| 10 349 | 16 909 | 19 411 | 24 046 | 25 870 | - | - | - |